# باربونیموس پلاتیزوما
باربونیموس پلاتیزوما گونه ای از ماهی سیپرینید بومی اندونزی است. طول این گونه می‌تواند به
۱۸ سانتیمتر (۷٫۱ اینچ) برسد.